# Audi Dome
L'Audi Dome è un'arena polivalente situata nella città di Monaco di Baviera.
Fu conosciuto anche come Olympische Basketballhalle tra il 1972-74 e come Rudi-Sedlmayer-Halle dal 1974 al 2011.
Completata nel 1970, nel 1972 vi ospitò gli incontri di pallacanestro della XX Olimpiade, venendo in seguito utilizzata per ospitare concerti, film come Rollerball o l'Eurovision Song Contest 1983. Chiuso nel 2003, nel 2011 venne riammodernata e riaperta ospitando da allora le partite del Bayern Monaco.